# Pespes
Pespes (persiska: پس پس) är en ort i Iran.   Den ligger i provinsen Kermanshah, i den västra delen av landet, 500 km väster om huvudstaden Teheran. Pespes ligger 568 meter över havet och antalet invånare är 275.
Terrängen runt Pespes är kuperad åt sydost, men åt nordväst är den platt.Runt Pespes är det ganska tätbefolkat, med 155 invånare per kvadratkilometer. Närmaste större samhälle är Sarpol-e Z̄ahāb, 2,2 km söder om Pespes. Trakten runt Pespes består till största delen av jordbruksmark.